# Jelle Blinkhof
Jelle Blinkhof (IJmuiden, 11 juli 1896 – Velsen, 16 september 1978) was een Nederlands voetballer, die bij voorkeur als aanvallende middenvelder speelde. Gedurende zijn carrière kwam hij uit voor Stormvogels en HFC Helder.  Zijn bijnaam was De Steekwagen. Bij Stormvogels maakte hij de gloriejaren van de club mee.

## Familie
Jelle Blinkhof is geboren op 11 juli 1896 in IJmuiden. Hij was de achtste zoon van Jan Blinkhof en Geertje van Hert, beiden afkomstig uit Den Helder. Blinkhof trouwde op 24 juni 1926 te Velsen met Catharina Cornelia van der Aar met wie hij vier kinderen kreeg. Zijn oudere broer Jan was eveneens actief in de voetballerij.

## Clubvoetbal

### Stormvogels
Hoewel exacte gegevens ontbreken, is zeker te stellen dat hij tussen 1918 en 1927 speelde voor Stormvogels. Jelle Blinkhof speelde onder meer met zijn broer Jan, een bekende voetbalspeler bij Stormvogels die bekend stond bekend als "Witte Jan".
De ploeg uit IJmuiden was na de promotie in 1923 naar de Eerste klasse een topploeg geworden. In het seizoen 1923/24 werd Blinkhof met zijn club afdelingskampioen en in 1924/25 tweede. In de kampioenscompetitie van 1924 werd Stormvogels tweede van Nederland met één punt achterstand op landskampioen Feijenoord. Op het veld gold Blinkhof als een beoefenaar van het mogereekt taarpen, een spraakkunst waarbij IJmuiders onderling omgekeerd spraken.

### HFC Helder
In de zomer van 1925 trok Blinkhof naar het ambitieuze HFC Helder, dat uitkwam in de Derde Klasse maar met de ervaren hoofdtrainer Joseph Julian de weg omhoog wilde gaan inzetten. De speler ontving als versterking reis- en verblijfkosten. In het seizoen 1925/26 ging de strijd om de eerste plaats tussen HFC Helder en stadsgenoot HRC. HFC werd kampioen en promoveerde naar de Tweede Klasse. In april 1926 werd Blinkhof als Helder-speler opgenomen in het Noord-Hollands voetbalelftal van de NVB.

### Stormvogels
In het seizoen 1926/27 werd zijn club tweede in het afdelingkampioenschap, vlak achter AFC Ajax. In 1927 won Stormvogels met 1-6 van HVV door onder andere vier doelpunten van Jelle Blinkhof.

## Erelijst
| Competitie              |             |                  |             |             |
| Competitie              | Aantal      | Jaren            |             |             |
| Stormvogels             | Stormvogels | Stormvogels      | Stormvogels | Stormvogels |
| ----------------------- | ----------- | ---------------- | ----------- | ----------- |
| Eerste Klasse (West II) | 2x          | 1923/24, 1932/33 |             |             |
| Tweede Klasse           | 1x          | 1918/19          |             |             |
| HFC Helder              |             |                  |             |             |
| Derde Klasse            | 1x          | 1925/26          |             |             |